# Det Mand Ikke Taler Om
Det Mand Ikke Taler Om er en dansk kortfilm fra 2014 instrueret af Andrias Høgenni.

## Handling
Denne artikel mangler et handlingsreferat. Hjælp os med at skrive det.

## Medvirkende
- Lars Arvad, Gruppeleder
- Rasmus Borst, Allan
- Therese Damsgaard, Laura
- Amanda Frost, Sofie
- Anders Gjellerup Kock, Mortens advokat
- Morten Hembo, Kurt